# Hoed Sogn
Hoed Sogn er et sogn i Norddjurs Provsti (Århus Stift).
Indtil 1581 var Hoed Sogn anneks til Hyllested Sogn. I 1800-tallet var det anneks til Ålsø Sogn. Ålsø-Hoed blev en sognekommune, som senere blev slået sammen med Vejlby Sogn-Homå. Alle 4 sogne hørte til Djurs Sønder Herred i Randers Amt. De udgjorde sognekommunen Ålsø-Vejlby, der ved kommunalreformen i 1970 blev indlemmet i Grenaa Kommune, som ved strukturreformen i 2007 indgik i Norddjurs Kommune.
I Hoed Sogn ligger Hoed Kirke.
I sognet findes følgende autoriserede stednavne:
- Glatved (bebyggelse, ejerlav)
- Glatved Strand (bebyggelse)
- Hoed (bebyggelse, ejerlav)
- Kyvsbjerg (areal)
- Limbjerg (areal)
- Østerballe (bebyggelse, ejerlav)